# Nouzerines
Nouzerines är en kommun i departementet Creuse i regionen Nouvelle-Aquitaine i de centrala delarna av Frankrike. Kommunen ligger i kantonen Boussac som tillhör arrondissementet Guéret. År 2022 hade Nouzerines 238 invånare.

## Befolkningsutveckling
Antalet invånare i kommunen Nouzerines
Referens:INSEE